# Detroit Masonic Temple
Il Detroit Masonic Temple è il più grande tempio massonico del mondo. Situato nel Cass Corridor di Detroit, nel Michigan, al 500 di Temple Street, l'edificio funge da sede di varie organizzazioni massoniche tra cui il York Rite Sovereign College of North America. L'edificio contiene una varietà di spazi pubblici tra cui tre teatri, tre sale da ballo e sale per banchetti e una sala delle parate da 160 piedi per 100 piedi (49 m × 30 m). Le strutture ricreative includono una piscina, un campo da pallamano, una palestra, una pista da bowling e una sala da biliardo; ci sono anche numerose salette, uffici e sale da pranzo, nonché una parte di hotel, 80 camere in totale, disponibili per qualsiasi nobile del santuario mistico o massone della blue lodge, anche se nessuna è attualmente in condizioni utilizzabili. L'architetto George D. Mason ha progettato l'intera struttura e il Masonic Temple Theatre, sede di concerti, spettacoli di Broadway e altri eventi speciali nel quartiere dei teatri di Detroit. Contiene un palco da 55 per 100 piedi (17 m × 30 m), uno dei più grandi del paese.
Il Detroit Masonic Temple è stato progettato in stile neogotico, utilizzando una grande quantità di pietra calcarea. L'edificio rituale è composto da 16 piani, altezza 210 piedi (64 m), con 1.037 camere. Domina l'orizzonte in un'area nota come Cass Corridor, attraverso Temple Street da Cass Park e Cass Technical High School. È a pochi passi dal MotorCity Casino Hotel.

## Storia
La Massonic Temple Association fu incorporata a Detroit nel 1894. Si trasferì nel suo primo tempio, su Lafayette Boulevard in First Street, nel 1896. Troppo grande per questi quartieri, l'Associazione acquistò terreni su Bagg Street (ora Temple Avenue) per costruire un nuovo tempio che avrebbe incluso anche un teatro pubblico. La raccolta di fondi per la costruzione dell'edificio raccolse $ 2,5 milioni e il primo giorno del Ringraziamento del 1920 si svolse l'inaugurazione. La pietra angolare fu posta il 19 settembre 1922, usando la stessa cazzuola che George Washington aveva usato per porre la pietra angolare del Campidoglio degli Stati Uniti a Washington D.C. L'edificio fu dedicato al giorno del Ringraziamento, 1926.
L'auditorium a ferro di cavallo in origine aveva una capacità di 5.000 posti. A causa delle scarse linee di visuale lungo i lati del palco, sono stati rimossi circa 600 posti (mai utilizzati), riducendo il numero massimo di posti a 4.404.
Fu inserito nel National Register of Historic Places nel 1980 e fa parte del Cass Park Historic District, fondato nel 2005.
Nell'aprile 2013, fu riportato che l'edificio stava per essere pignorato per oltre $ 152.000 di imposte arretrate dovute a Wayne County. Il debito fu ripagato nel maggio 2013 e nel giugno 2013 fu rivelato che $ 142.000 della ciftra erano a carico del cantautore Jack White, un nativo di Detroit noto per il suo lavoro con The White Stripes. Voleva aiutare il tempio nel momento del bisogno, dato che avevano aiutato sua madre in un momento di bisogno: il tempio le dava un lavoro come usciere nel teatro quando stava lottando per trovare lavoro. In risposta, la Detroit Masonic Temple Association ribattezzò la sua cattedrale di Rito scozzese, il Jack White Theatre.

## Architettura
Il tempio massonico di Detroit è stato il più grande tempio massonico del mondo dal 1939, quando il tempio massonico di Chicago fu demolito. Il palco dell'auditorium è il secondo più grande negli Stati Uniti, con una larghezza tra le pareti di 100 piedi (30 m) e una profondità dalla linea del sipario di 55 piedi (17 m).
Il grande complesso comprende un edificio rituale di 16 piani di 210 piedi (64 m) collegato a un'ala di 10 piani per l'Antico Ordine Arabo dei Nobili del Santuario Mystic, ora noto come Shriners International, dall'edificio dell'Auditorium di 7 piani. Tra queste aree vi sono una cattedrale di rito scozzese da 1.586 posti e una sala delle parate di 17.500 piedi (1 630 m²) utilizzata per fiere e convegni. La sala delle parate ospita anche il Detroit Roller Derby. Ha un pavimento galleggiante, dove l'intero pavimento è posato su cuscini di feltro. Questo tipo di costruzione, noto anche come pavimento molleggiato, fornisce "cedevolezza" al pavimento che tende ad alleggerire coloro che marciano.
L'edificio ospita due sale da ballo: la Crystal Ballroom e la Fountain Ballroom che misurano 17.264 piedi quadri (1.603,9 m²) e possono ospitare fino a 1.000 persone. C'è anche un teatro incompiuto situato nell'ultimo piano della torre, che avrebbe avuto circa 700 posti.
Ci sono sette "Sale del Craft Lodge", tutte con diversi trattamenti decorativi, i motivi di decorazione presi dagli stili egiziano, dorico, ionico, corinzio, rinascimentale italiano, bizantino, gotico e romanico. Tutte le opere d'arte in tutto l'edificio, in particolare i soffitti decorati, sono stati realizzati sotto la direzione di artisti italiani. C'è anche una sala Royal Arch e un Commandery Asylum per i Cavalieri Templari.
La Scottish Rite Cathedral ha una capienza di 1600 posti. Il suo palco è largo 64 piedi (19,5 metri) da una parete all'altra, con una profondità di 37 piedi (11 m) dalle luci della ribalta.
L'architetto George D. Mason progettò il teatro, che contiene un palcoscenico di 55 piedi per 100 piedi (17 x 30 m). Il Detroit Masonic Temple è stato progettato in stile neo-gotico ed è rivestito con pietra calcarea dell'Indiana. Sebbene ci siano pochi edifici massonici in stile gotico, l'architetto ha creduto che il gotico potesse meglio esemplificare le tradizioni massoniche.
Gran parte delle opere in pietra, gesso e metallo all'interno dell'edificio sono state progettate e realizzate dallo scultore architettonico Corrado Parducci. Le tre figure sopra l'ingresso principale sono state create da Leo Friedlander, mentre il resto della considerevole scultura architettonica all'esterno è opera di Bill Gehrke.

## Galleria d'immagini
| Dettagli architettonici |
| ----------------------- |